# Roetwaaierstaart
De roetwaaierstaart (Rhipidura threnothorax) is een zangvogel uit de familie Rhipiduridae (waaierstaarten). Het is een endemische vogelsoort in Nieuw-Guinea. De soort is in 1843 door Salomon Müller beschreven. Müller was deelnemer aan de expeditie naar Nieuw-Guinea in 1828 en hij verzamelde toen zelf deze vogel rond de baai bij "Lobo" (Tritonbaai).

## Kenmerken
De vogel is 16,5 tot 18 cm lang. Deze waaierstaart is van boven donker roetbruin, ook de bovenkant van de kop is donkerbruin met een duidelijke, brede, witte wenkbrauwstreep. De keel is helderwit, daaronder is de borst zwart met witte stippels en de buik is verder donker olijfbruin tot bijna zwart. De poten en de snavel zijn roetzwart en het oog is donkerbruin.

## Verspreiding en leefgebied
Deze soort komt voor in heel Nieuw-Guinea en telt twee ondersoorten:
- R. t. threnothorax: de Aru-eilanden en een groot deel van het hoofdeiland, de hoger delen van het centrale berggebied uitgezonderd.
- R. t. fumosa: Japen (provincie Papoea).

Het leefgebied is dichte ondergroei in regenwoud en moesonbos in heuvelland tot op 1100 m boven zeeniveau.

## Status
De roetwaaierstaart heeft een groot verspreidingsgebied en daardoor is de kans op de status kwetsbaar (voor uitsterven) gering. De grootte van de wereldpopulatie is niet gekwantificeerd. Men veronderstelt dat de soort in aantal stabiel is. Om deze redenen staat de deze waaierstaart als niet bedreigd op de Rode Lijst van de IUCN.